# Carve Her Name with Pride
Carve Her Name with Pride is een Engelse speelfilm uit 1958, geregisseerd door Lewis Gilbert. De film is gebaseerd op de roman Carve Her Name with Pride van R.J. Minney.
De film gaat over het waar gebeurde verhaal van Violette Szabo (1921-1945), geallieerde spionne tijdens de Tweede Wereldoorlog. Haar rol in de film wordt vertolkt door Virginia McKenna.

## Synopsis
Violette Szabo-Bushell, dochter van Frans/Britse ouders, is getrouwd met een Fransman. Als hij tijdens de Tweede Wereldoorlog sneuvelt gaat zij in het verzet.

## Rolverdeling
| Acteur               | Personage                                   |
| -------------------- | ------------------------------------------- |
| Virginia McKenna     | Violette Szabo-Bushell                      |
| Paul Scofield        | Tony Fraser                                 |
| Jack Warner          | Mr. Charles Bushell, Violette's vader       |
| Denise Grey          | Mrs. Bushell, Violette's moeder             |
| Alain Saury          | Etienne Szabo                               |
| Maurice Ronet        | Jacques                                     |
| Anne Leon            | Lilian Rolfe                                |
| Sydney Tafler        | Potter                                      |
| Avice Landone        | Vera Atkins, Kolonel Buckmasters assistente |
| Nicole Stéphane      | Denise Bloch                                |
| Billie Whitelaw      | Winnie                                      |
| William Mervyn       | Kolonel Maurice Buckmaster                  |
| Harold Lang          | Commandant Suhren                           |
| Michael Caine        | Dorstige treingevangene (onvermeld)         |
| Victor Beaumont      | Duitse kolonel (onvermeld)                  |
| George Mikell        | Duits officier (onvermeld)                  |
| Pauline Challoner    | Tania Szabo (onvermeld)                     |
| Amanda Godsell       | Tania Szabo, 2 jr. (onvermeld)              |
| Josef Behrmann       | Gestapo officier (onvermeld)                |
| Michael Beint        | Gestapo officier (onvermeld)                |
| Geoffrey Denton      | Luchtmachtcommandant (onvermeld)            |
| John G. Heller       | Gestapo ondervrager (onvermeld)             |
| Liselotte Goettinger | Kampbewaakster Ravensbrück (onvermeld)      |